# Raymond Impanis
Raymond Impanis (Berg-Kampenhout, 19 de outubro de 1925 — Vilvoorde, 31 de dezembro de 2010) foi um ciclista profissional belga de 1947 até 1963.